# Processus en Martinianus

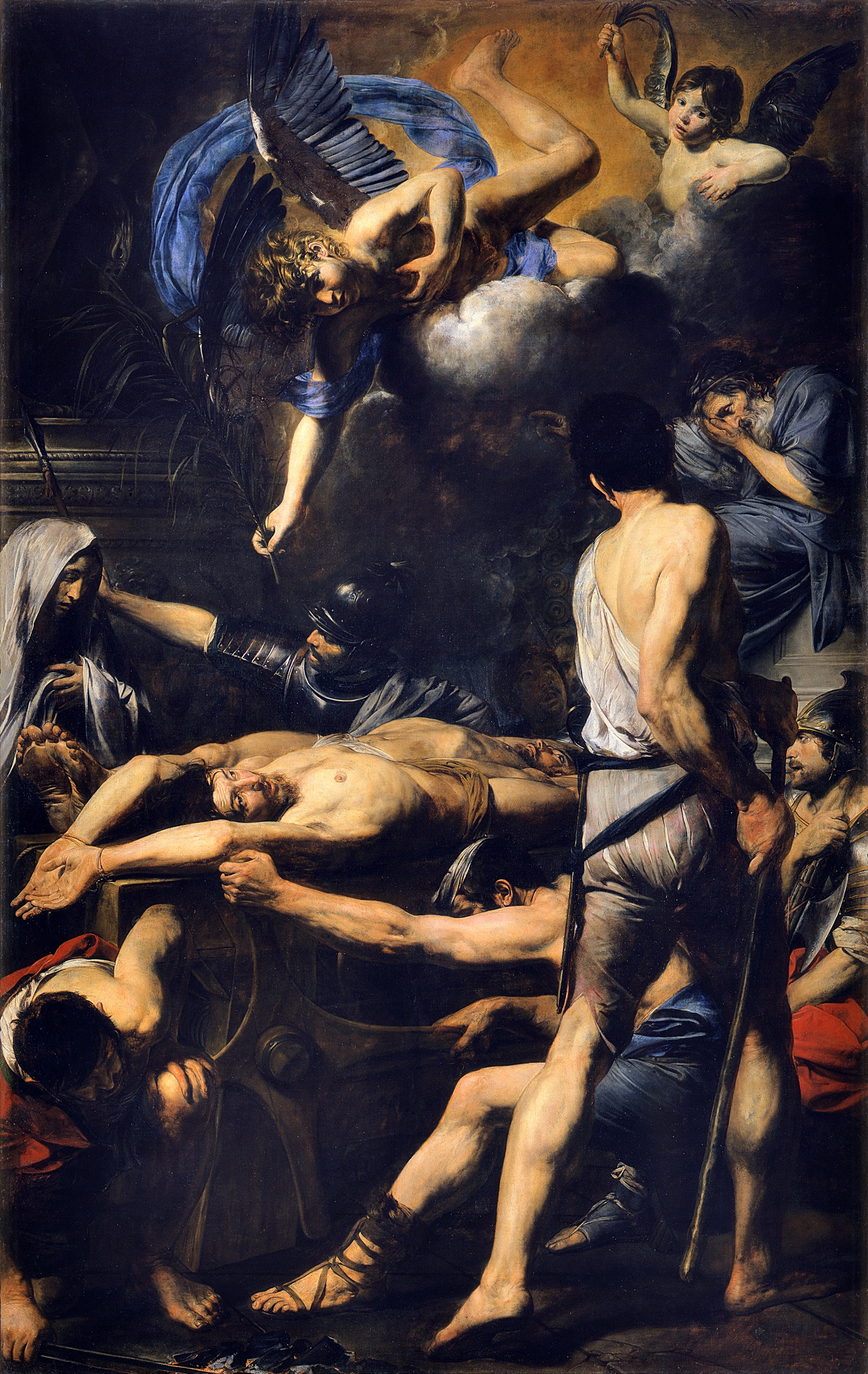
Schilderij door Valentin de Boulogne

De heiligen Processus en Martinianus zijn christelijke martelaars.
Zij zouden soldaten van keizer Nero geweest zijn, die Petrus en Paulus moesten bewaken in de Mamertijnse gevangenis. Petrus zou hen bekeerd hebben, nadat hij met zijn staf een bron wonderbaarlijk had doen opwellen in de gevangenis en hij zou hen dan gedoopt hebben met water uit die bron. Ze werden door de praetor gearresteerd en voor het standbeeld van Jupiter samen met Paulus met stokken en schorpioenen gefolterd en onthoofd in opdracht van keizer Nero. Een vrouw genaamd Lucina zou hen op 2 juli begraven hebben in haar eigen graf op de begraafplaats van Damasus aan de via Aurelia, ofwel onder de tweede mijlpaal, ofwel in de catacomben van Sint-Agatha.
In de 4e eeuw werden ze vereerd als martelaars en werd boven hun graf een nu niet meer bestaande kerk gebouwd.
Paus Gregorius I zou een homilie gepredikt hebben, waarin hij verwees naar de aanwezigheid van hun stoffelijke resten om zieken te genezen, leugenaars te straffen en duivels uit te drijven.
Beda vermeldde ze, zodat ze in de vroege middeleeuwen gevierd werden in  Engeland.
Paus Paschalis I (817-24) liet hun gebeente overbrengen naar een kapel van de oude Sint-Pietersbasiliek. Ze rusten daar sinds 1605 in een urn uit porfier onder het aan hen gewijd altaar in de zuidelijke transept van de basiliek tussen twee antieke, gele zuilen onder een hemisfeer met drie roundellen waarop taferelen afgebeeld staan uit het leven van Paulus.
Hun feestdag op 2 juli werd in 1969 geschrapt van de Rooms-katholieke heiligenkalender. Ze staan nog wel vermeld in de Martyrologium Romanum, de officiële lijst van heiligen erkend door de Rooms-katholieke kerk.
Voor 1969 mochten zij enkel een commemoratie krijgen in de mis van de Maria-Visitatie. Volgens de huidige Roomse missaal mogen ze overal vereerd worden met een eigen mis op hun feestdag 2 juli, behalve als plaatselijk op die dag een andere viering verplicht valt.